# Gomphia deltoidea
Gomphia deltoidea là một loài thực vật có hoa trong họ Ochnaceae. Loài này được Baker mô tả khoa học đầu tiên năm 1881.